# General Electric GEnx
GEnx (General Electric Next Generation) — семейство турбовентиляторных реактивных двигателей, разработанное и производимое американской компанией GE Aviation для самолётов Boeing 787 Dreamliner и Boeing 747-8. Оно заменило CF6 в продуктовой линейке компании.
Первый пуск: 2006 год.

## Конструкция
GEnx используют некоторые характерные технологии двигателя GE90, в том числе изогнутые композитные лопасти вентилятора, а также относительно малое ядро ранних версий.
Особенности конструкции GEnx:
- Вентилятор диаметром 2,82 метра для Boeing 787 и 2,67 метра для Boeing 747-8.
- Композитные лопасти со стальным покрытием передней кромки.
- Кожух вентилятора из композитных материалов — для снижения массы и уменьшения теплопроводности.
- Лопасти 6 и 7 ступени турбины низкого давления — из алюминида титана (TiAl), — что сокращает массу конструкции примерно на 180 килограммов.
- Увеличенная по отношению к предшественникам степень двухконтурности (соотношения обтекающего воздуха к проходящему сквозь камеру сгорания): 9,6 против 9,0 у GE90 и 5,1 у CF6, — служит уменьшению расхода топлива и снижению уровня шума.
- 10-ступенчатый компрессор высокого давления на основе конструкции GE90-94B с коэффициентом сжатия 23:1 и направляющими лопастями, уменьшающими вторичные потоки.
- Камера сгорания TAPS (Twin Annular Premixing Swirler) — одинарная, но с двойным закрученным потоком и двумя зонами горения: создаёт идеальную топливно-воздушную смесь и уменьшает генерацию оксидов азота (NOx), предотвращает выброс горящей смеси наружу.

По сравнению с CF6-80C2 расход топлива сокращён на 15%.
Особенность Dreamliner — отсутствие системы отбора воздуха двигателя: она заменена дополнительными электрогенераторами. Противообледенительная система работает на электричестве, а воздух подаётся в салон электрокомпрессорами непосредственно из внешней среды, что значительно облегчает самолёт.
Для Boeing 747-8 конструкция сохранила традиционные элементы, и воздух от двигателей GEnx наполняет пневматическую и вентиляционную систему.

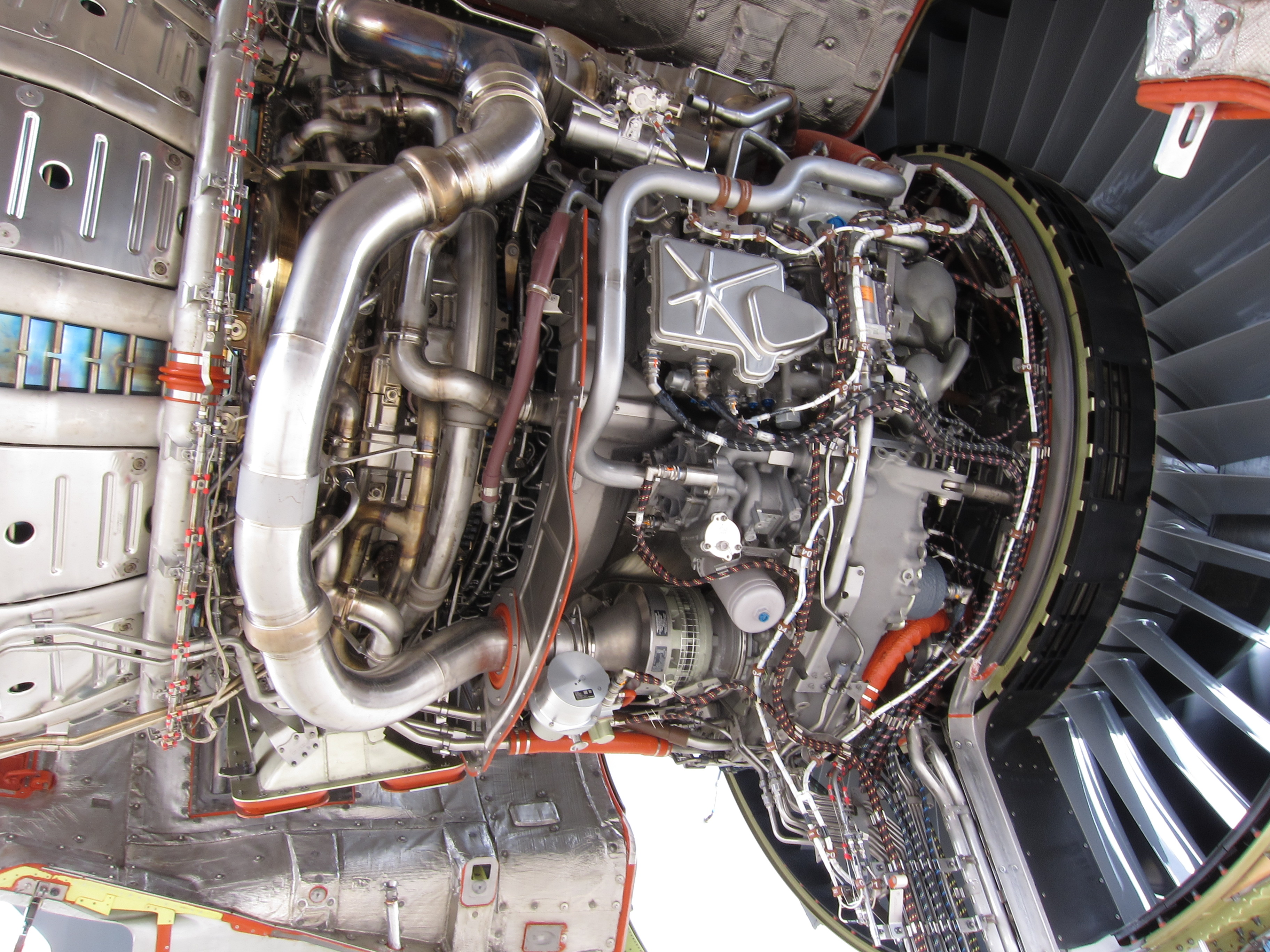
2-вальный турбовентиляторный реактивный с осевым потоком

## Заменяемые двигатели для Dreamliner
Идеей Boeing для 787 стала заменяемость силовых установок от обоих производителей: на один и тот же самолёт без замены пилона и внесений прочих изменений можно поставить как GEnx от General Electric, так и Trent 1000 от Rolls-Royce. Кроме идентичного пилона, это потребовало поддержки единого интерфейса управления.

## Технические характеристики
|                              | GEnx-1B70                                                | GEnx-1B74/-1B75                                          | GEnx-1B76                                                | GEnx-2B67B                                               |
| ---------------------------- | -------------------------------------------------------- | -------------------------------------------------------- | -------------------------------------------------------- | -------------------------------------------------------- |
| Тип                          | 2-вальный турбовентиляторный реактивный с осевым потоком | 2-вальный турбовентиляторный реактивный с осевым потоком | 2-вальный турбовентиляторный реактивный с осевым потоком | 2-вальный турбовентиляторный реактивный с осевым потоком |
| Длина, м                     | 4,691                                                    | 4,691                                                    | 4,691                                                    | 4,310                                                    |
| Сухая масса, кг              | ?                                                        | ?                                                        | ?                                                        | ?                                                        |
| Вентилятор                   | 1                                                        | 1                                                        | 1                                                        | 1                                                        |
| Диаметр вентилятора, м       | 2,822                                                    | 2,822                                                    | 2,822                                                    | 2,659                                                    |
| Число лопаток                | 18                                                       | 18                                                       | 18                                                       | 18                                                       |
| Компрессор:                  | осевой                                                   | осевой                                                   | осевой                                                   | осевой                                                   |
| - ступени низкого давления   | 4                                                        | 4                                                        | 4                                                        | 3                                                        |
| - ступени высокого давления  | 10                                                       | 10                                                       | 10                                                       | 10                                                       |
| Камера сгорания              | TAPS (Twin Annular Premixing Swirler)                    | TAPS (Twin Annular Premixing Swirler)                    | TAPS (Twin Annular Premixing Swirler)                    | TAPS (Twin Annular Premixing Swirler)                    |
| Число топливных форсунок     | ?                                                        | ?                                                        | ?                                                        | ?                                                        |
| Турбина:                     | осевая                                                   | осевая                                                   | осевая                                                   | осевая                                                   |
| - ступени высокого давления  | 2                                                        | 2                                                        | 2                                                        | 2                                                        |
| - ступени низкого давления   | 7                                                        | 7                                                        | 7                                                        | 6                                                        |
| Максимальная тяга, кН        | 310,49                                                   | 329,61                                                   | 338,51                                                   | 295,81                                                   |
| Общий коэффициент компрессии | 53,3                                                     | 55,4                                                     | 58,1                                                     | 52,4                                                     |
| Степень двухконтурности      | 9,3                                                      | 9,1                                                      | 9,1                                                      | 8,0                                                      |
| Тяговооружённость            | 5,15                                                     | 5,47                                                     | 5,62                                                     | 5,36                                                     |
| Система управления           | FADEC III                                                | FADEC III                                                | FADEC III                                                | FADEC III                                                |
| Применение                   | Boeing 787-8                                             | Boeing 787-9                                             | Boeing 787-10                                            | Boeing 747-8                                             |